# Accetto
Acetto je priimek v Sloveniji, ki ga je po podatkih Statističnega urada Republike Slovenije na dan 1. januarja 2010 uporabljalo 56 oseb in je med vsemi priimki po pogostosti uporabe uvrščen na 6.936. mesto. 

## Znani nosilci priimka
- Alojzij Accetto (1879—1924), stavbenik
- Alojzij Accetto (1907—2004), gradbenik
- Bojan Accetto (1922—2007), zdravnik internist, gerontolog, prof. MF
- Dušan Accetto (1905—1980), amaterski igralec, lutkar [bakrorezec]
- Ferdinand Accetto (1882—1954), stavbenik
- Ivana Accetto, r. Parzer (1904-1978), baletna plesalka
- Jakica (Jakobina) Accetto (1924—1998), arhitektka, šolnica
- Jakob (Josip?) Accetto (1855—1910), stavbenik, podjetnik
- Marko Accetto (1936—2017), gozdarski strokovnjak, botanik, fitocenolog
- Matej Accetto (*1974), prof., strokovnjak za evropsko pravo, ustavni sodnik in predsednik US
- Matjaž Accetto (1947-2021), arhitekt
- Rok Accetto (*1951), zdravnik internist, strok. za hipertenzijo
- Tomaž Accetto, mikrobiolog
- Valentin Accetto, stavbenik
- Viktor Accetto (1890—1964), gradbenik, podjetnik